# Heteresthes subaureata
Heteresthes subaureata là một loài bướm đêm trong họ Geometridae.